# Seznam slovenskih poslancev (1990–1992)
Seznam slovenskih poslancev zajema poslance, ki so bili leta 1990 izvoljeni v Skupščino Republike Slovenije in so predstavljali prvi parlament po osamosvojitvi Slovenije.

## A
- Tone Anderlič
- Nevenka Ahčan

## B
- Milan Balažic
- Roberto Battelli
- Peter Bekeš
- Katja Boh
- Nada Bolcar
- France Bučar (predsednik Skupščine Republike Slovenije)
- Stanko Buser
- Danilo Bašin
- Danijel Božič

## C
- Andrej Capuder

## D
- Slavko Dragovan
- Marjan Dvornik

## G
- Boris Gerl
- Franc Golija
- Gregor Golobič
- Vane Gošnik
- Alojz Grabner
- Vitomir Gros

## H
- Janko Halb
- Jože Hobič
- Spomenka Hribar

## J
- Peter Jamnikar
- Janez Janša
- Franco Juri

## K
- Slavko Kmetič
- Janez Kocijančič
- Štefan Kociper
- Ciril Kolešnik
- Janez Kopač
- Štefan Korošec
- Ivan Kreft
- Lev Kreft
- Božo Kuharič
- Anton Kuzman

## L
- Janeu Lampret
- Darja Lavtižar Bebler
- Mihaela Logar
- Sonja Lokar

## M
- Andrej Magajna
- Jože Magdič
- Marija Markeš
- Metka Mencin
- Andrej Muren
- Dejan Murko

## N
- Julij Nemanič
- Branko Novak

## O
- Mojmir Ocvirk

## P
- Borut Pahor
- Anton Peršak
- Alojz Peterle
- Emil Milan Pintar
- Franc Pipan
- Rajko Pirnat
- Franc Pivec
- Drago Plešivčnik
- Hubert Požarnik
- Marjan Podobnik
- Ignac Polajnar
- Franc Potočnik
- Miran Potrč
- Maria Pozsonec
- Žarko Pregelj
- Aleksandra Pretnar
- Vitodrag Pukl
- Ivan Pučnik

## R
- Peter Reberc
- Izidor Rejc
- Ciril Ribičič

## S
- Dušan Semolič
- Jože Smole

## Š
- Rudi Šeligo
- Mile Šetinc
- Leo Šešerko
- Matjaž Šinkovec
- Jožef Školč
- Marcel Štefančič starejši
- Borut Šuklje

## T
- Zoran Thaler
- Anton Tomažič
- Ivan Tomše
- France Tomšič
- Ludvik Toplak

## V
- Bogomir Vavpotič
- Andrej Verlič
- Zdenka Vidovič
- Božidar Voljč

## Z
- Franc Zagožen

## Ž
- Zvone Žagar
- Viktor Žakelj